# RTS-Santic Racing Team/Saison 2013
Dieser Artikel listet Erfolge und Fahrer des Radsportteams RTS-Santic Racing Team in der Saison 2013 auf.

## Erfolge in der UCI Asia Tour
In den Rennen der Saison 2013 der UCI Asia Tour gelangen die nachstehenden Erfolge.
| Datum            | Rennen                                      | Kat. | Sieger              |
| ---------------- | ------------------------------------------- | ---- | ------------------- |
| 21. Juni         | Usbekische Meisterschaft – Einzelzeitfahren | CN   | Murodjon Xolmurodov |
| 23. Juni         | Usbekische Meisterschaft – Straßenrennen    | CN   | Murodjon Xolmurodov |
| 5. November      | 4. Etappe Banyuwangi Tour de Ijen           | 2.2  | Rahim Ememi         |
| 16. November     | 1. Etappe Tour of Fuzhou                    | 2.2  | Boris Schpilewski   |
| 17. November     | 2. Etappe Tour of Fuzhou                    | 2.2  | Rahim Ememi         |
| 16.–18. November | Gesamtwertung Tour of Fuzhou                | 2.2  | Rahim Ememi         |

## Abgänge – Zugänge
| Zugänge                             | Team 2012                       | Abgänge                            | Team 2013                         |
| ----------------------------------- | ------------------------------- | ---------------------------------- | --------------------------------- |
| Murodjon Xolmurodov                 | China 361° Cycling Team         | Martyn Irvine                      | UnitedHealthcare Pro Cycling Team |
| Félix Vidal Celis *                 | Azad University Cross Team      | David McCann                       | Synergy Baku Cycling Project      |
| Yong Li Ng                          | Azad University Cross Team      | Po Yu Chen                         | Unbekannt                         |
| Miguel Niño                         | Azad University Cross Team      | Pei Tsun Chien                     | Unbekannt                         |
| Víctor Niño                         | Azad University Cross Team      | Alex Coutts                        | Unbekannt                         |
| Óscar Pujol 1                       | Azad University Cross Team      | Gunnar Grönlund                    | Unbekannt                         |
| Kuei Hsiang Peng                    | Giant Kenda Cycling Team (2011) | Chin Lung Huang                    | Unbekannt                         |
| Siang Yu Jhong                      | Neoprofi                        | Han Yu Lin                         | Unbekannt                         |
| Oh Tae-hee                          | Neoprofi                        | Óscar Pujol (bis 1. April) *       | Polygon Sweet Nice                |
| Yuan Chan Peng                      | Neoprofi                        | Félix Vidal Celis (bis 1. April) * | Unbekannt                         |
| Yuan Tan Peng                       | Neoprofi                        | Víctor Niño (bis 15. Mai)          | EBSA-Indeportes Boyacá            |
| Shin Don-gin                        | Neoprofi                        | Oh Tae-hee (bis 25. Juni)          | Unbekannt                         |
| Ping Han Wu                         | Neoprofi                        | Yong Li Ng (bis 26. Juni)          | Team Corbusier Sarawak            |
| Yu Xuan Zheng                       | Neoprofi                        | Gong Tae-min (bis 26. Juni)        | Unbekannt                         |
| Amir Zargari (ab 25. Juni)          | Azad University Giant Team      | Miguel Niño (bis 26. Juni)         | Unbekannt                         |
| Hon Gye Zheng 1 (ab 25. Juni)       | Neoprofi                        | Shin Don-gin (bis 31. Juli)        | Unbekannt                         |
| Vahid Ghaffari (ab 26. Juni)        | Azad University Cross Team      | Chia Hong Yang (bis 31. Juli)      | Unbekannt                         |
| Rahim Ememi (ab 1. Juli)            | Azad University (2011)          | Hon Gye Zheng (bis 31. Juli) 1     | Unbekannt                         |
| Ramin Mehrabani (ab 1. August)      | Suren Cycling Team (2011)       |                                    |                                   |
| Boris Schpilewski (ab 1. September) | Lokosphinx                      |                                    |                                   |

## Mannschaft
| Name                | Geburtstag        | Nationalität      |
| ------------------- | ----------------- | ----------------- |
| Wei Kei Chang       | 14. Oktober 1985  | Chinesisch Taipeh |
| Alex Destribois     | 3. Februar 1991   | Frankreich        |
| Rahim Ememi         | 17. Mai 1982      | Iran              |
| Vahid Ghaffari      | 7. Oktober 1988   | Iran              |
| Wang Chung Huang    | 2. September 1990 | Chinesisch Taipeh |
| Jang Sun-jae        | 14. Dezember 1984 | Südkorea          |
| Siang Yu Jhong      | 13. April 1990    | Chinesisch Taipeh |
| Ramin Mehrabani     | 18. Februar 1986  | Iran              |
| Kuei Hsiang Peng    | 31. Dezember 1983 | Chinesisch Taipeh |
| Yuan Chan Peng      | 3. Oktober 1991   | Chinesisch Taipeh |
| Yuan Tan Peng       | 10. Mai 1993      | Chinesisch Taipeh |
| Boris Schpilewski   | 20. August 1982   | Russland          |
| Ping Han Wu         | 11. Juli 1987     | Chinesisch Taipeh |
| Murodjon Xolmurodov | 11. Juni 1982     | Usbekistan        |
| Amir Zargari        | 31. Juli 1980     | Iran              |
| Yu Xuan Zheng       | 17. November 1993 | Chinesisch Taipeh |